# Gongri (ort i Kina, Tibet Autonomous Region, lat 27,92, long 91,80)
Gongri (kinesiska: 贡日, 贡日门巴民族乡) är en ort i Kina. Den ligger i den autonoma regionen Tibet, i den sydvästra delen av landet, omkring 200 kilometer söder om regionhuvudstaden Lhasa. Antalet invånare är 190. Befolkningen består av 98 kvinnor och 92 män. Barn under 15 år utgör 18,0 %, vuxna 15-64 år 72 %, och äldre över 65 år 8,0 %.
Runt Gongri är det mycket glesbefolkat, med 2 invånare per kvadratkilometer. Närmaste större samhälle är Xoixar, 10,2 km öster om Gongri. I omgivningarna runt Gongri växer i huvudsak blandskog.